# Issa Diop
Issa Laye Lucas Jean Diop (Toulouse, Francia, 9 de enero de 1997) es un futbolista francés con nacionalidad senegalesa. Juega de defensa y su equipo es el Fulham F. C. de la Premier League de Inglaterra.

## Trayectoria

### Toulouse
Diop jugó en las inferiores del Balma S. C. antes de unirse en el año 2006 a las inferiores de Toulouse. Comenzó a entrenar con el primer equipo en septiembre de 2015, y firmó un contrato profesional en noviembre. Fue parte de un influyente grupo de jóvenes jugadores en el equipo, nombres como Alban Lafont, Zinédine Machach, Alexis Blin y Yann Bodiger.
Debutó en la Ligue 1 a la edad de 18 años, el 28 de noviembre de 2015 contra el O. G. C. Niza, jugando los 90 minutos junto al también debutante Lafont. Marcó su primer gol en su segundo encuentro, el 2 de diciembre de 2015 en la victoria de visita por 3-0 ante el Troyes. Registró 21 partidos jugados y ocho arcos en cero en su primera temporada. Fue expulsado dos veces. En esa temporada, el club se salvó del descenso solo por una victoria en la última jornada.
Diop jugó 30 encuentros en la Ligue 1 en la temporada 2016-17. Fue capitán por primera vez en abril de 2017.
En la temporada 2017-18, en el mes de octubre Diop se volvió el capitán del club. El Toulouse alcanzó los cuartos de final de la Copa de Francia, pero nuevamente alcanzó puestos de descenso, salvando de bajar de categoría tras la victoria en el play off ante el AC Ajaccio en mayo de 2018.

### West Ham United
El 19 de junio de 2018, el West Ham United de la Premier League confirmó la transferencia de Diop, quien firmó un contrato por cinco años de duración. El traspaso, reportado por los medios británicos en £22 millones, fue revelado como un nuevo récord para el club, por encima del récord anterior de £20 millones en julio de 2017 con el fichaje de Marko Arnautović. Diop debutó en la Premier League, y con el West Ham, el 25 de agosto, en la derrota por 3-1 de visita frente al Arsenal, donde anotó un autogol y con esto se convirtió en el primer jugador del West Ham en marcar un autogol en su debut en Premier League. Tres días después, Diop anotó su primer gol para el club, en el encuentro de la EFL Cup ante el AFC Wimbledon, Diop convirtió el empate en la victoria por 3-1. Ganó mucha atención con su desempeño, particularmente en los encuentros contra el Arsenal y el Manchester United donde su entrenador, José Mourinho, elogió la actuación de Diop en la victoria por 3-1 del West Ham a su club, y a los reclutadores que descubrieron el potencial de Diop.

## Selección nacional

### Categorías menores
Diop ha sido internacional con las categorías menores de Francia. Su primera aparición fue para la selección de Francia sub-16 en 2013. Fue parte del equipo ganador del Campeonato de Europa Sub-19 de la UEFA 2016, anotando en la final. Debutó con la sub-21 francesa en un partido clasificatorio para la Eurocopa Sub-21 de 2017, contra Ucrania el 2 de septiembre de 2016.

### Selección absoluta
Diop es convocado para jugar por Marruecos (madre) o por Senegal (padre). En octubre de 2018 confirmó su intención de ser jugador internacional por Francia.

## Estilo de juego
Diop, de 1,94 m (6 ft 4 in) de estatura, es acreditado como un "Tremendo atleta, excelente por aire y un cruce veloz en la cancha" por la revista de fútbol FourFourTwo. Juega mayoritariamente como defensor central pegado a la derecha. Además de las dos tarjetas rojas recibidas en la temporada 2015-16, Diop registró 25 amarillas durante sus tres temporadas en Toulouse.

## Vida personal
El abuelo de Diop, Lybasse Diop, jugó para el Bordeaux y fue el primer futbolista senegalés en la Ligue 1. Diop además tiene ascendencia marroquí por parte de madre.

## Estadísticas

### Clubes
Actualizado al último partido disputado el 1 de abril de 2025.
| Club                             | Div.          | Temporada     | Liga  | Liga  | Copas nacionales | Copas nacionales | Copas internacionales | Copas internacionales | Total | Total |
| Club                             | Div.          | Temporada     | Part. | Goles | Part.            | Goles            | Part.                 | Goles                 | Part. | Goles |
| -------------------------------- | ------------- | ------------- | ----- | ----- | ---------------- | ---------------- | --------------------- | --------------------- | ----- | ----- |
| Toulouse F. C. Francia           | 1.ª           | 2015-16       | 21    | 1     | 2                | 0                | ―                     | ―                     | 23    | 1     |
| Toulouse F. C. Francia           | 1.ª           | 2016-17       | 30    | 2     | 1                | 0                | ―                     | ―                     | 31    | 2     |
| Toulouse F. C. Francia           | 1.ª           | 2017-18       | 36    | 3     | 5                | 0                | ―                     | ―                     | 41    | 3     |
| Toulouse F. C. Francia           | Total club    | Total club    | 87    | 6     | 8                | 0                | 0                     | 0                     | 95    | 6     |
| West Ham United F. C. Inglaterra | 1.ª           | 2018-19       | 33    | 1     | 5                | 1                | ―                     | ―                     | 38    | 2     |
| West Ham United F. C. Inglaterra | 1.ª           | 2019-20       | 32    | 3     | 4                | 0                | ―                     | ―                     | 36    | 3     |
| West Ham United F. C. Inglaterra | 1.ª           | 2020-21       | 18    | 2     | 3                | 0                | ―                     | ―                     | 21    | 2     |
| West Ham United F. C. Inglaterra | 1.ª           | 2021-22       | 13    | 0     | 6                | 0                | 7                     | 1                     | 26    | 1     |
| West Ham United F. C. Inglaterra | Total club    | Total club    | 96    | 6     | 18               | 1                | 7                     | 1                     | 121   | 8     |
| Fulham F. C. Inglaterra          | 1.ª           | 2022-23       | 25    | 1     | 4                | 0                | ―                     | ―                     | 29    | 1     |
| Fulham F. C. Inglaterra          | 1.ª           | 2023-24       | 18    | 0     | 7                | 1                | ―                     | ―                     | 25    | 1     |
| Fulham F. C. Inglaterra          | 1.ª           | 2024-25       | 21    | 0     | 3                | 0                | ―                     | ―                     | 24    | 0     |
| Fulham F. C. Inglaterra          | Total club    | Total club    | 64    | 1     | 14               | 1                | 0                     | 0                     | 78    | 2     |
| Total carrera                    | Total carrera | Total carrera | 247   | 13    | 40               | 2                | 7                     | 1                     | 294   | 16    |

## Palmarés

### Campeonatos internacionales
| Título                      | Equipo (*)     | Sede     | Año  |
| --------------------------- | -------------- | -------- | ---- |
| Campeonato de Europa Sub-19 | Francia sub-19 | Alemania | 2016 |

(*) Incluyendo la selección.

### Distinciones individuales
| Distinción                                                             | Año  |
| ---------------------------------------------------------------------- | ---- |
| Parte del Equipo del Torneo del Campeonato de Europa Sub-19 de la UEFA | 2016 |